# Distribucionalismo
O distribucionalismo é uma teoria geral da linguagem como uma elaboração do estruturalismo norte-americano proposta por Leonard Bloomfield, que originalmente foram aplicadas à compreensão de processos fonológicos, morfológicos e sintáticos. Atualmente, as abordagens computacionais usam essa teoria como base para aprender a semântica de palavras de textos na processamento de linguagem natural (PLN).[carece de fontes?]

## Origens
O distribucionalismo se originou no trabalho do linguista americano Leonard Bloomfield e em seguida foi formalizado por Zellig Harris. Essa teoria surgiu nos Estados Unidos na década de 50 como uma variante do estruturalismo, que era a teoria linguística predominante na época e que dominou a linguística americana por um tempo.[carece de fontes?]
A teoria se baseia nos princípios da fonética e estabelece quais os vários sons observáveis de uma língua constituem os alofones do fonema e quais devem ser mantidos como fonemas separados. De acordo com Nicolas Turenne e Jean-Charles Pomerol, o distribucionalismo foi a segunda fase na história linguística norte-americana, sendo antecedida pelo estruturalismo, que predominou de 1935 a 1960.

## Características
A ideia principal do distribucionalismo é que as unidades linguísticas "são o que fazem", o que significa que a identidade das unidades linguísticas são definidas por sua distribuição. Zellig Harris considerou a semântica intuitiva demais para ser uma base confiável para a pesquisa linguística e defendeu uma abordagem distributiva, uma vez que "a diferença de significado se correlaciona com a diferença de distribuição".[carece de fontes?]